# Мероґоневиці
Мероґоневиці (пол. Mierogoniewice) — село в Польщі, у гміні Роєво Іновроцлавського повіту Куявсько-Поморського воєводства.
Населення — 174 особи (2011).
У 1975-1998 роках село належало до Бидгощського воєводства.

## Демографія
Демографічна структура станом на 31 березня 2011 року:
|          | Загалом | Допрацездатний вік | Працездатний вік | Постпрацездатний вік |
| -------- | ------- | ------------------ | ---------------- | -------------------- |
| Чоловіки | 84      | 19                 | 61               | 4                    |
| Жінки    | 90      | 18                 | 51               | 21                   |
| Разом    | 174     | 37                 | 112              | 25                   |